# Letteratura medievale

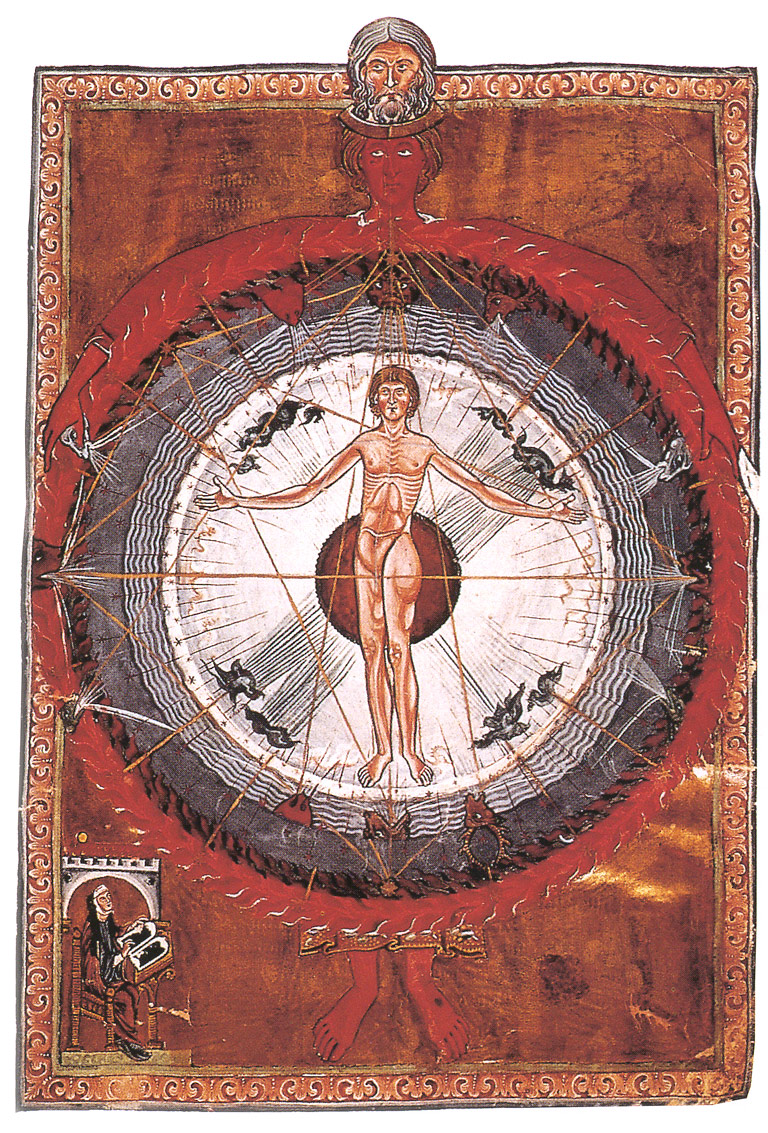
Manoscritto del Liber Divinorum Operum di Hildegard von Bingen (XIII secolo).

Per letteratura medievale si intende l'insieme della produzione letteraria del Medioevo in Europa, vale a dire del periodo storico compreso tra la caduta dell'Impero Romano d'Occidente (476) e il 1492, anno della scoperta dell'America, e, in Italia, della morte di Lorenzo il Magnifico.
Questa letteratura è costituita tanto da opere religiose quanto da scritti laici, e rappresenta un campo di studi vasto e complesso. Essa rivela l'esistenza di numerose forme che sono all'origine dei generi letterari moderni. Per la sua importanza e ricchezza e per il suo dilatarsi in un arco di tempo e di spazio tanto vasto, risulta difficile avvicinarsi ad essa senza semplificarla, e può essere preferibile studiarla dividendola per lingue / paesi e per generi.

## Presentazione
La letteratura medievale è innanzitutto letteratura di un'élite feudale, e rispecchia quindi i suoi ideali: pietas, fedeltà e coraggio. In quel periodo la società è rigorosamente strutturata dal sistema feudale e questa situazione si riflette nella letteratura: vi troviamo numerose scene di guerra, come anche l'onnipresenza della fede cristiana. Ciò nonostante, a partire dalla fine del XII secolo, i borghesi ottengono privilegi economici e giuridici che fanno concorrenza ai poteri dei signori. Si vedono allora nascere nuove forme, più satiriche come nel Roman de Renart, o più liriche come nella poesia dei secoli XIV e XV, erede della lirica cortese.

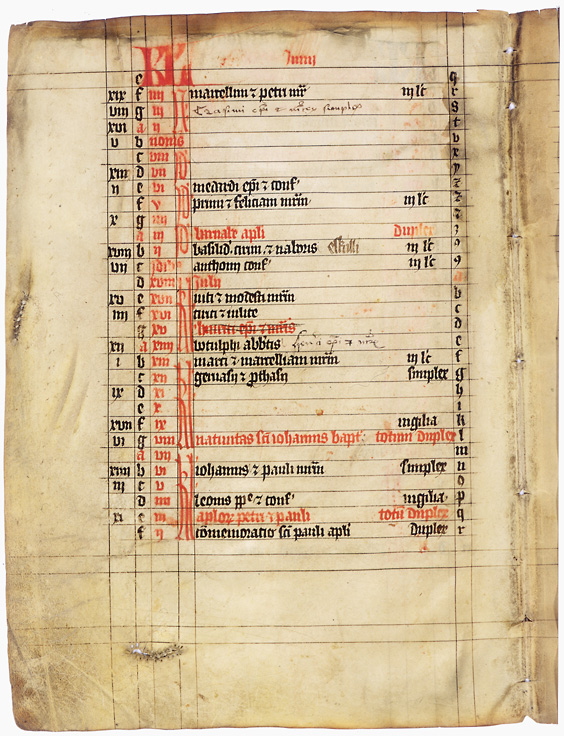
Calendario dei santi, manoscritto d'origine finlandese (circa 1340 - 1360).

La maggior parte degli autori di quest'epoca ci è sconosciuta: questo anonimato non è soltanto causato dalla mancanza di documenti disponibili, ma anche da una concezione del ruolo dell'autore che differisce totalmente dalla concezione romantica attuale. Gli autori medievali si riferiscono molto spesso agli antichi e ai Padri della Chiesa, e tendono maggiormente a riordinare o abbellire le storie già lette o già sentite che a inventarne di nuove: anche quando lo fanno, infatti, spesso attribuiscono la loro opera a un autore illustre o immaginario. È così che ignoriamo il nome di autori di molti testi importanti, in particolare dell'Alto Medioevo; il nome degli autori infatti inizia a interessare al pubblico solo a partire dal XII secolo.
La maggior parte dei testi pervenutici è diversa dalla versione originale dell'autore dell'opera, perché essi possono essere sia la trascrizione di testi recitati o cantati, sia la copia di testi già scritti. Nella trasmissione orale di un'opera, la "fedeltà" all'autore, in genere anonimo, è molto aleatoria. D'altro canto, gli amanuensi si permettono spesso di correggere come gli sembra opportuno. Una volta creato, un testo resta quindi aperto: ogni successivo narratore o copista ne diventa coautore modificandolo secondo i suoi gusti o quelli del tempo.
La letteratura medievale ha una reputazione mediocre nel XVI secolo e nel XVII. Durante il Rinascimento, per esempio, essa viene vista come "oscura", "oscurantista", "barbara". Nel XIX secolo, essa viene riscoperta dai romantici, che l'apprezzano secondo il suo valore. Anche oggi si continua a leggerla e interpretarla. I miti che ha creato sono ancora fonti d'ispirazione, come per esempio quello di Tristano ed Isotta, all'origine della concezione occidentale dell'amore.

## Le lingue

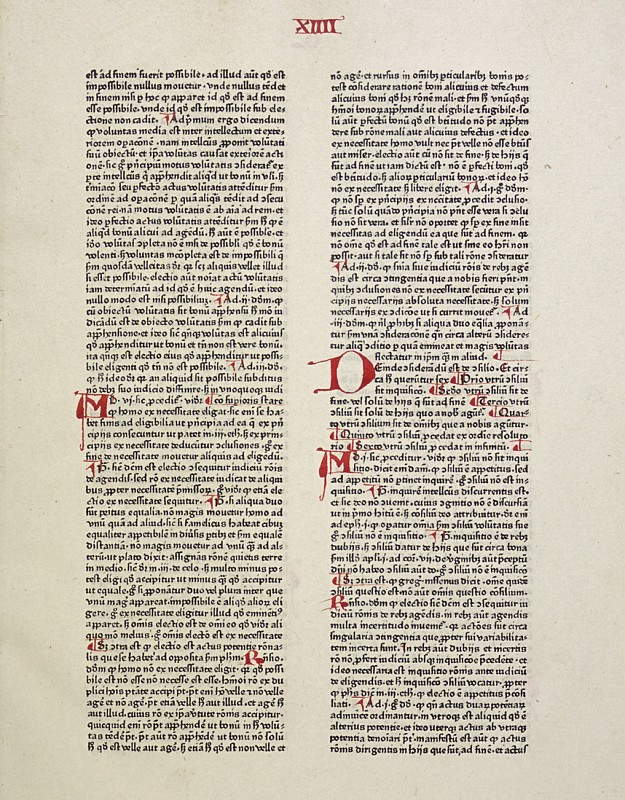
Summa theologica di Tommaso d'Aquino.

### Le lingue deiletterati
Il latino è la lingua della Chiesa cattolica che domina l'Europa occidentale e centrale, e rappresenta praticamente la sola materia di cultura: è usato dagli autori medievali anche in quelle regioni che non erano state conquistate dall'Impero Romano. Ciononostante, in Europa orientale, l'influenza dell'Impero bizantino e della Chiesa ortodossa fanno del greco e dello slavo le lingue dominanti.

### Le lingue vernacolari
Il popolo usa per parlare una lingua che si evolve, finché, anche nei paesi romanzi, essa non si identifica più nel latino: si parla quindi delle varie lingue romanze o volgari. Esse si leggono in un numero sempre crescente di opere, dalla Chanson de Roland (antico francese) al Beowulf (antico inglese), dal Nibelungenlied (alto tedesco medio) al Digenis Akritas (neo-greco). Benché queste epopee siano in genere considerate come opera di un singolo autore (spesso sconosciuto), esse sono basate su racconti di tradizione orale più antica, come per esempio le epopee greche arcaiche sulla Guerra di Troia; allo stesso modo, le tradizioni celtiche sopravvivono nei lai di Maria di Francia, nel Mabinogion e nel ciclo di Re Artù.

## Le opere

### Opere religiose

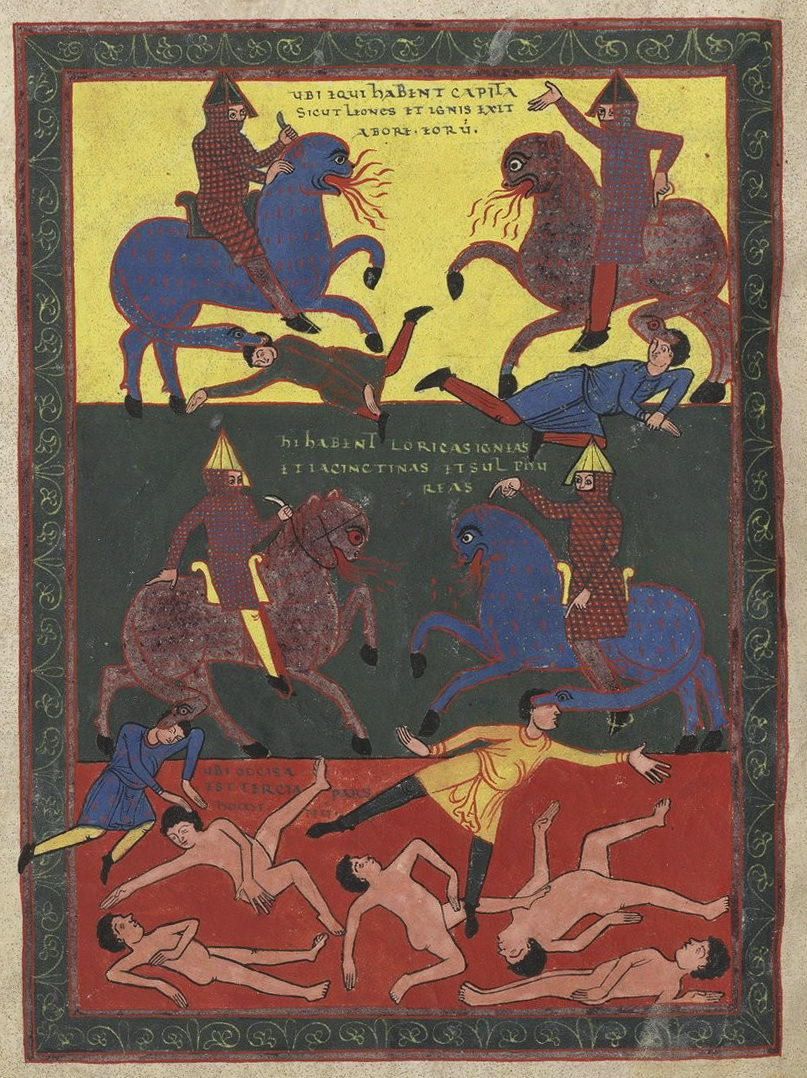
Cavalli dalla testa di leone, nell'Apocalisse di San Severo (XI secolo).

Le opere teologiche rappresentano la maggioranza dei testi che si possono trovare nelle biblioteche medievali. Di fatto, la vita intellettuale è organizzata dalla religione cristiana, e quindi è naturale che testi di ispirazione religiosa siano abbondanti. Ci sono pervenuti innumerevoli inni di questo periodo, sia liturgici che paraliturgici; la liturgia stessa non ha una forma fissa, e possediamo numerosi messali che testimoniano, ad esempio, diversi ordini per la messa.
Grandi pensatori e dotti di teologia come Tommaso d'Aquino, Pietro Abelardo e Anselmo di Canterbury compongono lunghi scritti teologici e filosofici, ove si sforzano spesso di riconciliare l'eredità degli autori pagani dell'Antichità e le teorie della Chiesa. Abbiamo, risalenti a questo periodo, anche numerose agiografie, o "vite di santi", che permettono di diffondere la fede cristiana e sono molto amate dal pubblico: la Leggenda aurea di Jacopo da Varazze ottiene un tale successo da essere in quel momento più letta della Bibbia.
San Francesco d'Assisi è poeta, e i suoi successori francescani scrivono a loro volta dei poemi, come atto di fede; Il Dies Irae e lo Stabat Mater sono due dei testi latini religiosi più importanti. La poesia goliardica (quartine di versi satirici), invece, è utilizzata da certi chierici per esprimere le loro contestazioni.
I soli testi religiosi di successo che non siano scritti da chierici sono i misteri: un teatro religioso, composto dal succedersi di quadri biblici. Il testo di queste opere è spesso controllato da gilde locali, e i misteri sono regolarmente recitati le domeniche e i giorni festivi, potendo durare tutto il giorno fino a tarda notte.
Durante il Medioevo, si trovano anche parecchi autori notevoli presso le comunità ebree d'Europa: tra i più conosciuti o influenti, possiamo citare Mosè Maimonide da Cordova, e Rashi di Troyes.

### Scritti laici

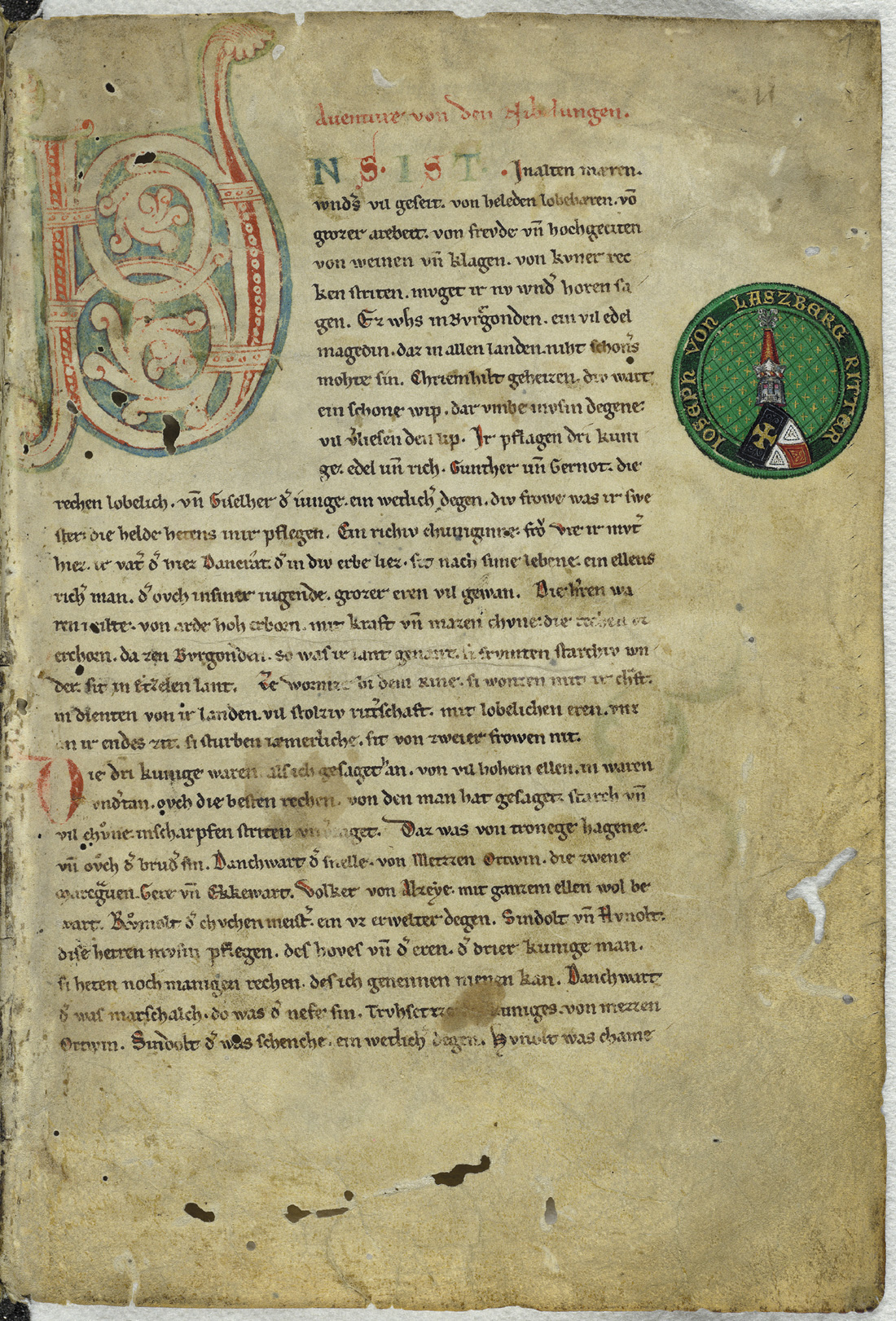
Manoscritto del Nibelungenlied (circa 1220).

Benché non sia altrettanto prolifica come la letteratura religiosa, quella non-religiosa di questo periodo è comunque sopravvissuta permettendoci di possedere un ricco insieme di opere.
Il tema dell'amore cortese diventa importante fin dall'XI secolo, in particolare nelle lingue romanze (francese, spagnolo, occitano, galiziano, catalano, italiano) e in greco, con le quali i bardi erranti, i trovatori, vivono producendo canzoni. Se le opere cantate dai trovatori sono in genere assai lunghe, ne esistono comunque forme più corte, come le albe. In Germania, i Minnesänger riprendono la tradizione dei trovatori.
Oltre alle epopee dei paesi germanici (come il Beowulf e il Nibelungenlied), le canzoni di gesta (come la Chanson de Roland o il Digenis Akritas) e i romanzi cortesi ottengono un grande successo. Il romanzo cortese (Vedi anche E. M. Meletinskij, Il romanzo medievale. Genesi e forme classiche, Macerata, EUM, 2018, a cura di M. Bonafin, L. Sestri, A. Barbieri) differisce della canzone di gesta non solo per il soggetto, ma anche per l'accento posto sull'amore e la cavalleria a spese dei valori dei guerrieri.
Esiste poi una poesia politica, soprattutto verso la fine del periodo preso in considerazione, e la forma goliardica è usata sia da autori laici che da chierici.
La letteratura del viaggio, infine, è molto apprezzata durante tutto l'arco medievale: i racconti fantastici su terre lontane (spesso arricchiti o direttamente inventati) divertono una società fatta per la maggior parte di gente che non si è mai mossa dal luogo di nascita; c'è comunque da notare l'importanza del pellegrinaggio, in particolare quello per Santiago di Compostela, come si legge nei Racconti di Canterbury di Chaucer.

### Letteratura femminile
Benché la donna nel Medioevo sia ancora socialmente inferiore all'uomo (la misoginia è diffusissima, anche se certe correnti di pensiero, come il catarismo, concedono alle donne uno status e dei diritti più grandi), nella Provenza dell'amor cortese le donne riescono ad avere successo sfruttando il loro talento letterario e la loro influenza politica: sono le trobairitz, donne colte, aristocratiche, poetesse e muse allo stesso tempo.
Altre donne invece trovano una via di realizzazione grazie alla stessa religione: molte pubblicarono le loro riflessioni, rivelazioni e preghiere, alcune furono poi fatte sante, come Chiara d'Assisi, Brigida di Svezia e Caterina da Siena.
Ciononostante, può capitare che le meditazioni religiose di queste donne non siano giudicate ortodosse dalla Chiesa, e che le visioni mistiche di autrici quali Giuliana di Norvegia e Hildegard von Bingen costringano le istituzioni a un'esperienza spiacevole.
Ci sono poi anche donne che scrivono testi laici: gli scritti di Maria di Francia e di Christine de Pizan sono tuttora studiate per lo spaccato di vita medievale che offrono.

### Allegoria
L'allegoria è una figura retorica così predominante nel Medioevo da meritare una menzione a sé: essa caratterizza infatti non solo la letteratura ma anche ogni ambito del pensiero e della cultura di un uomo di quel periodo. La letteratura medievale usa l'allegoria per trasmettere la morale dell'autore mediante rappresentazioni concrete di concetti astratti, come qualità, eventi, istituzioni. Il primo e più importante testo allegorico è probabilmente la Psychomachia (= "Guerra delle Anime") di Prudenzio; altri esempi molto importanti sono il Roman de la Rose e la Divina Commedia.
Le favole e gli insegnamenti dei poeti sono considerate insegnamenti che celano occulte verità ed anche l'Eneide virgiliana fu letta come simbolo del percorso umano dal peccato alla redenzione. Il Vecchio Testamento fu concepito come preannuncio e preparazione del regno della Verità, mentre la parola di Cristo nel Nuovo Testamento fu caricata di molti significati allegorici. Ma anche la realtà stessa è interpretata simbolicamente, con significati prefiguranti le condizioni della vita soprannaturale, i misteri della Fede, la vicenda ed il destino dell'uomo. Così si crede ciecamente nell'influsso degli astri e si interpretano allegoricamente le qualità e gli influssi misteriosi delle erbe, delle pietre, degli animali negli erbari, nei lapidari e nei bestiari.

### Concezione della vita e della storia
L'uomo medievale tende a sentire la sua anima eternamente condizionata e contaminata dalla realtà terrena, anelante a riscattarsi nella luce della Grazia dall'esilio mondano: in questo senso San Francesco d'Assisi nel Cantico delle creature canterà la lode della "sorella morte corporale", e Dante farà intonare alle anime che approdano al Purgatorio (Purgatorio - Canto secondo, vv. 46-48) l'incipit del salmo 113, "In exitu Israel de Aegypto": la vita terrena è la schiavitù egiziana, la morte apre la strada alla terra promessa, al Cielo. Questa concezione trascendente sarà più o meno accentuata a seconda delle epoche, degli ambienti, delle personalità; tuttavia non impedisce di guardare con forti interessi e viva partecipazione alla vita terrena la quale, nei suoi molteplici aspetti, sarà il motivo dominante in un'opera come il Decameron di Giovanni Boccaccio.
Quanto alla concezione della storia, essa è quella teorizzata da Sant'Agostino: storia retta universalmente ed eternamente da un unico fine, Dio. Ogni uomo è strumento della Provvidenza, tutti i fatti della storia costituiscono il dispiegamento della volontà divina, momenti del processo provvidenziale: si tratta di una visione teocentrica. Ad esempio scrive Ugo da San Vittore: "Questo mondo sensibile, infatti, è quasi un libro scritto dal dito di Dio, cioè creato dalla virtù divina, e le singole creature sono come figure, non inventate dall'arbitrio dell'uomo, ma istituite dalla volontà divina per manifestare la sapienza invisibile di Dio".
Dalla concezione trascendente della vita dipende anche la teoria politica. Allo Stato non è riconosciuta un'autonomia di fini, in quanto esso è visto come strumento di una volontà provvidenziale ed a questa è subordinata la sua attività. L'uomo è di natura debole e corrotto, incapace di tendere verso il vero bene senza una guida superiore: è lo stato come remedium infirmitatis (rimedio della debolezza), strumento della Provvidenza divina (si tratta di una concezione politica ripresa anche da Dante Alighieri nel Convivio e nel De Monarchia). La Chiesa nel corso dei secoli interpreterà questa idea in senso a sé più favorevole, affermando la propria supremazia morale del potere spirituale su quello temporale, fino a teorizzare la teocrazia,   la Res publica Christiana definita  "corpus mysticum, unus populus, una civitas", governo dell'umanità allo scopo fondamentale di diffondere il regno di Dio.

### L'auctoritas
Uno dei cardini del pensiero medievale è il concetto di auctoritas ("autorità"), una fiducia incondizionata nei confronti di un autore o di un'opera. Le auctoritates ammesse dalla cultura medievale erano le Sacre Scritture e le opere dei Padri della Chiesa.  In seguito il concetto di auctoritas fu esteso anche ai testi classici latini (Cicerone, Virgilio, Orazio, Seneca) e, dal XII secolo, alle opere del filosofo greco Aristotele grazie alla diffusione del suo pensiero promossa dalla filosofia Scolastica.

## Opere principali
- Alessiade, di Anna Comnena;
- Beowulf, di un anonimo autore anglo-sassone;
- Cantigas de Santa Maria, di vari autori galiziani;
- Cato (Disticha Catonis), Dionisio Catone;
- La Chanson de Roland, di un anonimo autore francese (forse Turoldo);
- De consolatione philosophiae, di Boezio;
- Il Decameron, di Giovanni Boccaccio;
- Il Dialogo di Santa Caterina da Siena;
- Digenis Akritas, di un autore greco anonimo;
- La Divina Commedia, di Dante Alighieri;
- Dukus Horant, capolavoro in Yiddish;
- L'Edda poetica, di vari autori scandinavi;
- L'Edda in prosa, di Snorri Sturluson;
- Das fließende Licht der Gottheit, di Matilde di Magdeburgo;
- Le Gesta Danorum, di Saxo Grammaticus;
- La Historia ecclesiastica gentis Anglorum, del Venerabile Beda;
- I Lai, di Maria di Francia;
- Le lettere di Abelardo ed Eloisa;
- Liber de sinthomatibus mulierum ('Libro delle malattie delle donne'), Trotula di Salerno
- Ludus de Antichristo, di un anonimo autore tedesco;
- Mabinogion, di vari autori celtici;
- Il Milione, di Marco Polo;
- La Morte di Artù, di Thomas Malory;
- Il Nibelungenlied, di un anonimo autore tedesco;
- Njál's saga, di un anonimo autore islandese;
- Piers Plowman, di William Langland;
- Il Poema del mio Cid, di un anonimo autore spagnolo;
- I Racconti di Canterbury, di Geoffrey Chaucer;
- Roman de Brut, di Layamon;
- Roman de Brut, di Robert Wace;
- Il Roman de la Rose, di Guillaume de Lorris e Jean de Meung;
- I romanzi di Chrétien de Troyes;
- Galvano e il Cavaliere verde, di un anonimo autore inglese;
- La Summa Theologiae, di Tommaso d'Aquino;
- Táin Bó Cúailnge, di un anonimo autore irlandese;
- Il Tristano, di Béroul;
- Il Tristano, di Tommaso d'Inghilterra;

## Generi e forme principali
- Canzone di gesta;
- Dramma liturgico;
- Agiografia;
- Letteratura borghese: fabliau, satira, farsa e poesia;
- Letteratura cortese: romanzo e poesia;
- Monologo;
- Moralità;
- Mistero;
- Poesia: lai, pastorella, ballata e rondò;
- Saga;
- Scolastica;
- Sermone e parodia di sermoni.